# Puente de Isabel II
El puente de Isabel II, conocido popularmente como puente de Triana, es un puente situado en Sevilla (Andalucía, España). Une el centro de la ciudad con el barrio de Triana, cruzando el río Guadalquivir. Sustituyó en el siglo XIX a un viejo puente de barcas que existía en su lugar, constituyendo el puente de hierro más antiguo conservado en España. Su construcción finalizó en 1852, bajo el reinado de Isabel II, motivo por el que ostenta dicho nombre.

## El precedente del Puente de Barcas
La construcción de un puente sobre el río Guadalquivir no ha sido una empresa fácil a lo largo de la historia y, como prueba de esta dificultad, se encuentra el hecho de que hasta el siglo XIX nadie había completado la construcción de un puente fijo a lo largo de la ribera del río comprendida entre Córdoba y Sanlúcar de Barrameda. A la altura de la ciudad de Sevilla, los romanos desecharon la idea de unir las dos orillas mediante la construcción de un puente estable, posiblemente por problemas de cimentación de las tierras próximas al río, que eran demasiado blandas y arenosas.
Los almohades optaron por la solución de un puente de pontones y, así, en el año 1171, bajo gobierno del califa almohade Abu Yacub Yusuf, se construyó un puente de barcas, cuyo número de embarcaciones aún no está claro, amarradas con cadenas sobre las que se apoyaban fuertes tablones de madera; en su extremo tenía una compuerta para facilitar el paso de embarcaciones, pero a partir del siglo XVI dejó de usarse dicho sistema, ya que los barcos de la época no tenían capacidad de navegación río arriba. 
Su emplazamiento coincidía con el del actual Puente de Isabel II, a la altura del castillo que había en el lado de Triana y a la altura de la puerta de la muralla en el lado de la ciudad. Solo en 1845, cuando se iniciaron las obras de construcción del actual puente, se trasladó su emplazamiento a la altura de la Plaza de Toros de la Maestranza.
El conocido como Puente de Barcas se mantuvo tras la conquista cristiana de la ciudad y perduró hasta la construcción del actual, del siglo XIX. Las abundantes crecidas y el fuerte tránsito existente entre las zonas de Triana y Sevilla, hacían necesario un constante mantenimiento de este puente de barcas. En tiempos de Felipe II se dictaron varias ordenanzas municipales acerca de su mantenimiento. Entre ellas había una que advertía de la prohibición de amarrar barcos al mismo.
La importancia estratégica de este enclave ha dado lugar a que tuvieran lugar en el antiguo puente de barcas dos batallas fundamentales cuando se ha intentado tomar la ciudad. En primer lugar, durante la conquista de Sevilla, en el 1248, cuando la flota de Bonifaz rompió las cadenas del puente, y en segundo lugar en la batalla del Puente de Triana en 1812, durante la Guerra de la Independencia.

## Propuesta de un puente fijo
En el siglo XVI, especialmente en su segunda mitad, en un momento en que los recursos económicos parecían estar disponibles, el cabildo municipal estudió varios proyectos para ejecutar un puente. A título de ejemplo se cita el proyecto elaborado en 1563 por Fabricio Mondente, en el que se ofrecía a realizar un puente de madera y hierro. Ante este ofrecimiento el Cabildo propuso reunir una comisión para estudiar la propuesta, incluyéndose la construcción de una maqueta que ilustrase el proyecto.
En 1578, el conde de Barajas también promovió ante el cabildo, la construcción de un puente, para ello argumentaba el alto coste anual que representaban las reparaciones del puente de tablas, las personas ahogadas y los graves perjuicios ocasionados durante la ruptura del puente hasta su reparación, labores que llegaban a ocupar un mes, durante el cual las mercancías no podían atravesar el río.
En 1629 el entonces asistente de la ciudad, Diego Hurtado de Mendoza y Guevara, vizconde la Corzana, promovió el proyecto de la construcción de un puente de piedra, que fue diseñado por Andrés de Oviedo. A finales del siglo XVII, Ginés y Pedro de San Martín concibieron otro proyecto de un puente de piedra.
En el siglo XIX el puente de barcas seguía presentando inconvenientes derivados de estar sujeto por pontones de madera, que estaban a merced de las corrientes del río. En alguna ocasión las barcas se habían soltado generando un problema de costosa reparación. Tras uno de estos accidentes, el teniente general Tomás Muñoz redacta un informe en 1803 en el que sugiere que las barcas deberían anclarse siguiendo una trayectoria curva y que se debería de desviar parte de la corriente del río por otros cauces antiguos. La desviación del cauce del río sería llevada a cabo por la Junta de Obras del Puerto a principios del siglo XX con el Plan de Delgado Brackenbury.
Con la ayuda de la una Real Orden de 1824, el asistente José Manuel de Arjona favoreció la construcción de un puente fijo. Ese año se realiza un informe para la construcción de un puente de piedra o colgante. Con posterioridad se suceden varios planos: el puente de piedra de Silvestre Pérez (1825), el de Bellevue (1827), y dos de José Agustín Larramendi (uno de un puente de hierro y otro de un puente colgante). El consistorio redactó otro documento sobre el tema el 20 de diciembre de 1831. En dicho documento, se proponía un puente singular en Europa, sin pilares, y sostenido por un gran arco de piedra rebajado de 453 pies. Como no había una piedra adecuada para ello en Andalucía, se propuso traerla en barco de lugares del norte, como La Coruña, Ferrol, Asturias, Santander, Castro-Urdiales o Bilbao.
En 1833 un ingeniero de la Dirección General de Caminos, Pedro Miranda, proyectó un puente colgante sobre el Guadalquivir en Sevilla que era similar al que él mismo había construido en Aranjuez.
En junio de 1842 la Dirección General de Caminos, Canales y Puertos encarga un informe al Ayuntamiento de Sevilla en el que se especifica que el puente estaba formado por 10 barcas de 7 varas de manga, con vanos entre ellas de igual medida. La longitud total del puente era de 157 varas y los accesos medían 38 varas. En aquel entonces era preciso reponer una barca al año y realizar labores de mantenimiento en todas ellas, lo que suponía un gran gasto de mantenimiento.
En septiembre de 1842 el ayuntamiento acordó por unanimidad llevar al Regente la necesidad de la financiación de un puente. Se escogió un proyecto de puente de M. Jules Seguin, que entonces llevaba a cabo la construcción de varios puentes colgantes por España. El ayuntamiento también acordó pedir al Estado la imposición de una tasa (pontazgo) para los caballos y los carruajes que hicieran uso de esa infraestructura.

## El proyecto y su desarrollo

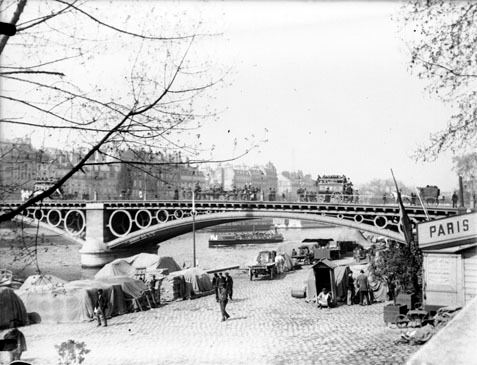
Puente del Carrousel de París (1834), hoy desaparecido, que sirvió como modelo para construir el de Isabel II en Sevilla.

Los ingenieros franceses Fernando Bernadet y Gustavo Steinacher trabajaban en El Puerto de Santa María en la construcción de dos puentes, llamados de San Pedro y San Alejandro. Los dos puentes sustituirían a dos puentes de barcas en la carretera de Sevilla-Cádiz y se inauguraron en 1846.
En marzo de 1844 Bernadet y Steinacher presentaron al Ayuntamiento sevillano tres propuestas de puentes: de piedra, colgado de alambres y de hierro colado con dos pilastras centrales. Explicaron las características y ventajas de cada modelo a la Comisión de Puente del Municipio y mencionaron también la experiencia adquirida por los franceses con el Puente de Austerlitz de París y el Puente del Carrousel de la misma ciudad. En abril de 1844 la Comisión dio su aprobación a la edificación del puente con arcos de hierro y dos pilares en el río, por su solidez y belleza. El puente costaría 12 millones de reales, que se pagarían durante 25 años.
El Ayuntamiento había solicitado al Estado el derecho de imponer un pontazgo (tasa para pasar por el puente) durante diez años para financiar el puente. En abril de 1844 el Ayuntamiento recibió la autorización para instaurar dicho pontazgo. No obstante, en noviembre el ayuntamiento solicitó una autorización para sustituir el pontazgo por dos portazgos (tasa por pasar por una determinada zona). La autorización le fue concedida. Los portazgos se pagaban en El Tardón y en el Patrocinio. El dinero recaudado iría para pagar la construcción del puente, pero, mientras esta construcción no empezase, se destinarían los fondos a la Diputación Provincial para costear la carretera de Huelva.
El concurso público para la obra fue anunciado en el Boletín de la Provincia el 14 de diciembre de 1844, con la esperanza de adjudicar la construcción el 15 de febrero. Entre otras condiciones, se impuso que las piezas de fundición fueran hechas en España y el plazo de ejecución fue fijado en tres años.
El 15 de febrero se presentaron seis proposiciones, con diferentes plazos para el cobro. Antonio del Valle ofreció ejecutar la obra con un plazo de cobro de 29 años y 6 meses; Benito Ferrer con 16 años; Calixto Barbouza, con 23 años y 11 meses; y Bernadet y Steinacher por 17 años, 10 meses y 9 días.
Los escogidos fueron los franceses Berdarder y Steinacher, a los que también se les contrató para trasladar el Puente de Barcas más al sur para poder construir el nuevo en su lugar.
El diseño escogido era análogo al del Puente de los Santos Padres o Puente del Carrousel sobre el río Sena, que había sido ejecutado en 1834 por el ingeniero francés Polonceau. El puente parisino fue demolido a comienzos del siglo XX y sustituido por uno de hormigón. El Puente de Triana sería más grande que el francés, ya que la anchura del Sena en aquel lugar era solamente dos tercios de la del Guadalquivir a su paso por Sevilla.
A finales de abril de 1844 la Junta Consultiva de Caminos y Canales aprobó el proyecto del puente que presentaron los ingenieros franceses, no sin añadir cuatro prescripciones técnicas adicionales. La cuarta de estas prescripciones era que la piedra de la Isla de San Fernando, prevista para todos los elementos pétreos de la infraestructura, debería sustituirse por piedra de otro lugar por motivos estéticos, al menos, en los paramentos.
El traslado del Puente de Barcas se llevó a cabo el 30 de junio de 1845 y costó 70 000 reales.
En agosto la Comisión de Puente Municipal dio su aprobación a la sustitución de la piedra de la Isla de San Fernando, en la provincia de Cádiz, por piedra de zona de Matasanos, en la provincia de Badajoz. La primera piedra del nuevo puente se colocó el 12 de diciembre de 1845 en el lado este.
En abril de 1846 Bernadet dejó la construcción y quedó Steinacher como contratista único. En 1848 Steinacher solicitó a la Comisión de Puente un año de prórroga para terminar el puente, aduciendo inconvenientes ajenos a su responsabilidad. Tras algunas reticencias y condiciones, la Comisión aceptó.
Los materiales utilizados en el puente de Triana fueron pilares de piedra y hierro, sin utilización de madera. En la orilla de Triana se estableció una gran rampa de contención que llega hasta la calle de San Jorge. Las 27.248 piezas de metal, de 19000 quintales de peso, fueron realizadas por la fundición de San Antonio. Esta fundición fue creada por Narciso Bonaplata en el Convento de San Antonio, que había sido exclaustrado en la desamortización de 1835. El hierro de las piezas fundidas procedía de Guriezo y el hierro dulce maleable, para las forjadas, procedía de las siderurgias del Pedroso, Marbella, Vizcaya y Escocia.
A partir de 1848 Steinacher tuvo algunos conflictos administrativos con el banquero Francisco Javier de Albert, que estaba financiando la obra. Estos conflictos llevaron a la paralización temporal de la obra y, en enero de 1849, la Comisión de Obras Públicas propuso al alcalde que se retirara a Steinacher del proyecto por incumplir el contrato. El Ministro de Comercio, Instrucción y Obras Públicas aprobó el cese del contrato y Steinacher tuvo que entregar la obra y los materiales. En 1851 se hizo cargo de la obra el ingeniero Canuto Corroza, que realizó algunas modificaciones leves.
La construcción terminó en 1852. El 29 de enero de 1852 se llevaron a cabo las pruebas de carga. La inauguración se realizó el 23 de febrero de 1852. La inauguración tuvo lugar con una procesión que empezó en la parroquia trianera de Santa Ana. En la procesión iban el arzobispo, el gobernador civil Francisco Iribarren, maceros, la banda municipal y un desfile militar presidido por el capitán general de Sevilla. El arzobispo bendijo el puente en su mitad con el nombre de Isabel II. Ese mismo día hubo fiestas municipales, como cucañas, concursos de natación y conciertos de bandas de música. Para su apertura al público se esperó a una ordenanza que regulase el tráfico. La apertura al público tuvo lugar el 30 de junio de 1852. El 9 de mayo de 1852 el Capitán del Puerto dio normas para la navegación en los alrededores del puente.
El antiguo puente de barcas se subastó (para el aprovechamiento de sus materiales) en 1852 y fue adjudicado por 77 070 reales de vellón.
Durante los años 50 del siglo XIX se construyeron los muros que hay a los lados del puente para facilitar el acceso. En 1857 un trabajador murió en el transcurso de estas obras.
Durante los años 50 y 60 del siglo XIX el ayuntamiento estudió la posibilidad y el coste de decorar el puente con una estatua de metal de la reina Isabel II o con un par de leones con los escudos de España y Sevilla, pero el proyecto no se llevó a cabo.

## El puente
El ingeniero Pedro Nolasco de Soto Colom, primero de su promoción, descubrió durante unas obras en 1871 que los cimientos del puente tenían socavones. En 1872 redactó un informe donde proponía "asegurar el estado actual de los macizos de hormigón, defendiéndolos de nuevas socavaciones" y "rellenar las socavaciones producidas". En 1873 llevó a cabo un estudio del tema y redactó un proyecto para solucionar el problema, que estimaba el coste en 243.189 pesetas. Este estudio-proyecto, presentado el 1 de junio, fue aprobado por la Junta Consultiva el 19 de agosto. En dicha Junta se encontraba el ingeniero Canuto Corroza.

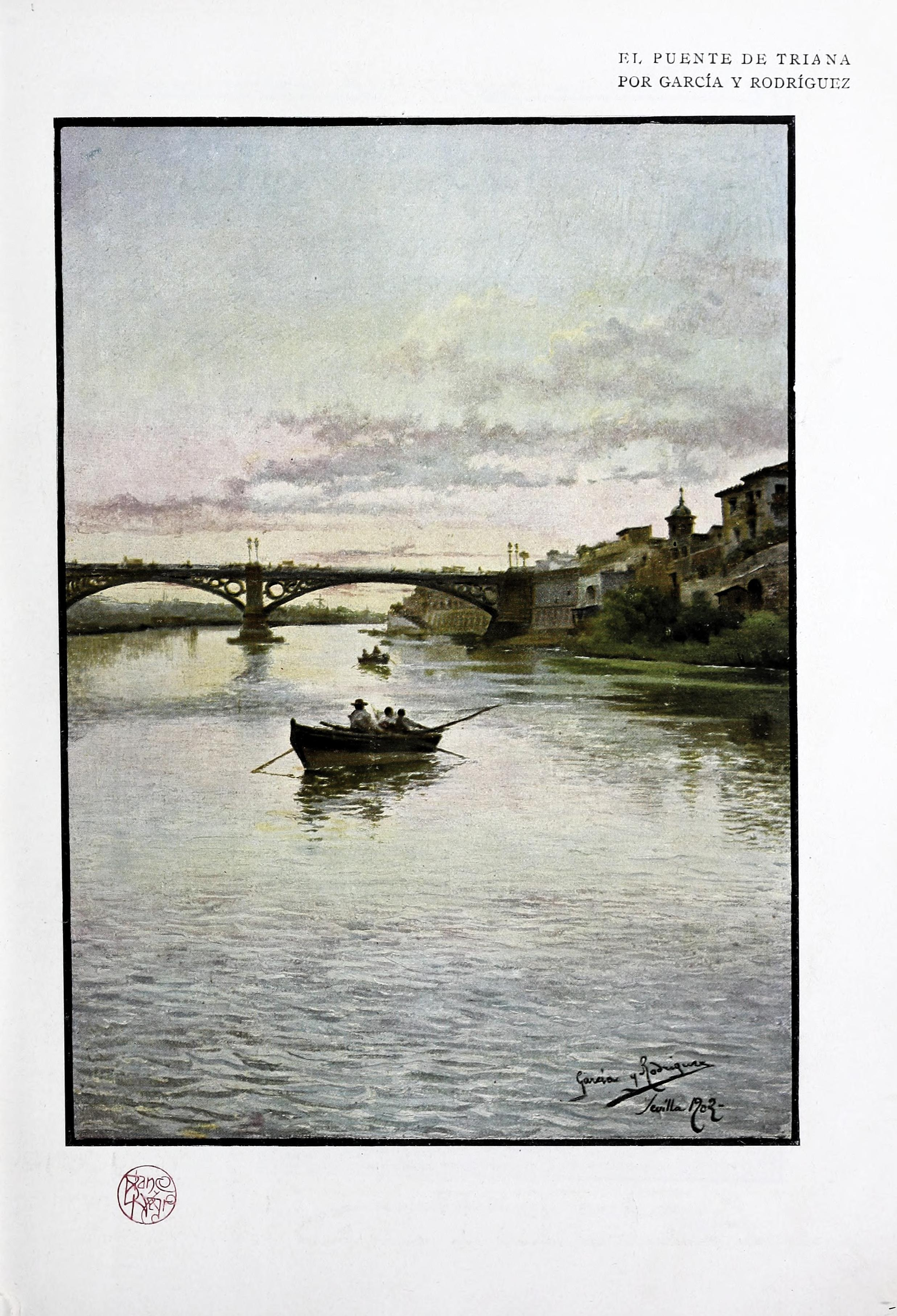
El puente de Triana, de García y Rodríguez (Blanco y Negro, 7 de marzo de 1903)

En 1874 el barco de vapor Adela, con bandera inglesa, chocó contra el puente provocando algunos daños. El accidente no fue responsabilidad del propietario del buque, ya que en ese momento estaba siendo pilotado por un operario del Puerto de Sevilla. El ingeniero encargado de reparar el puente fue Nolasco de Soto y la obra costó 762,23 pesetas.
Las grandes obras efectuadas en el Guadalquivir por el Puerto de Sevilla a partir de la segunda mitad del siglo XIX provocaron una disminución de sedimentación en el río a su paso por la ciudad, y comenzó un proceso de erosión en la base del puente. Los ingenieros encargados del puente descubrieron el estrago de este proceso de erosión en 1880. El ingeniero Enrique Riquelme Lain Calvo elaboró un proyecto para arreglar el problema que fue aprobado el 20 de abril de 1881. El proyecto de Riquelme era muy similar al que había realizado De Soto en 1874.
El ingeniero Luis Moliní y Ulibarri, encargado de la Junta de Obras del Puerto, redactó un proyecto de mantenimiento del Puente de Triana fechado el 14 de agosto de 1884. Estas costarían 17.504,19 pesetas. Las obras se realizaron en 1887.
La Dirección General de Obras Públicas aprobó el 21 de octubre de 1888 el proyecto para la instalación de los raíles de un tranvía por el puente. Esa línea de tranvía se inauguró el 3 de mayo de 1889. Al principio el tranvía era de tracción animal, pero posteriormente la sociedad The Seville Trainways Company, Ld. decidió poner tranvías eléctricos y, en 1897, el ingeniero Juan Manuel Zafra llevó a cabo la instalación de los postes para que pudieran pasar por el puente.
En 1889, al paso de un cilindro a vapor del Ayuntamiento para prensar las calles de tierra de Triana, se produjo la rotura de una vigueta y un larguero del puente. Como estaba claro que el puente no resistía el paso de maquinaria pesada se tomó la decisión de apuntalarlo. El proyecto para el apuntalamiento lo realizó el ingeniero Antonio de la Cámara el 14 de agosto de 1889. Finalmente, se decidió fortalecer el tablero. El proyecto fue elaborado por el ingeniero Salvador Benjumea Burin en julio de 1900. Estaba presupuestada en unas 34.327,9 pesetas. La Jefatura de Obras Públicas de Sevilla autorizó su construcción el 26 de abril de 1901. No obstante, aunque esto solucionaba el problema del peso de los tranvías, no era una solución definitiva al aumento de tráfico y de peso por el puente.
El 25 de julio de 1901 la Dirección General de Obras Públicas aprobó la sustitución completa del tablero para tener uno con un firme más ligero, más resistente, con más espacio para el tránsito de carruajes y con dos aceras. Se encargó un estudio al ingeniero José María Castrillo, que finalizó en 1903. El proyecto definitivo fue encargado en 1916 al ingeniero Félix Rodríguez Doreste. El proyecto de Félix Rodríguez tenía algunas diferencias con respecto al de José María Castrillo, como el de unos voladizos para las aceras más pequeños y un canto más fino, lo que produjo que la rasante del puente bajase 40 centímetros. La reforma terminó costando 593.533,63 ptas. En 1914, Juan Conradi realizó una reparación de las tablestacas de la cimentación. La sustitución del tablero tuvo lugar en 1918.
En el margen occidental del puente se inauguró en 1924 una estación de pasajeros y almacén de la ruta fluvial Sanlúcar de Barrameda-Sevilla, promovida por la compañía San Lúcar-Mar. Tras el cierre de la estación, pasó a convertirse en el restaurante El Faro.
En 1951 se bautizó como Puente de Triana a un puente sobre el río Benito de Guinea Ecuatorial.
En los años 50 la Jefatura de Obras Públicas encargó un informe al ingeniero Carlos Fernández Casado, encargado de la Jefatura de Puentes y Estructuras, sobre el estado del Puente de Triana. Tras la lectura del informe, el 18 de octubre de 1958 se decidió cerrar el puente al tráfico de vehículos pesados. Entonces el ministro Vigón creyó que el puente debía ser sustituido por otro, pero esto no se llevó a cabo. En 1964 el ministerio insistió en el tema y se redactó un anteproyecto para un puente de hormigón con tres vanos sobre el río, pero tampoco se llevó a cabo.
En 1961 se empleó 1.254.865 ptas. de la ayuda americana a España para sustituir los elementos metálicos en mal estado, renovar la losa de hormigón del tablero y poner un nuevo pavimento. Esta obra fue realizada por la empresa Construcciones Hidráulicas y Civiles con un proyecto del ingeniero Luis Candau y Parias.
En 1974, durante el paso de la cofradía de la Esperanza de Triana durante la Semana Santa, el puente comenzó a tambalearse. Debido al riesgo de colapso sin previo aviso, la circulación de vehículos por el puente se prohibió el 10 de agosto de 1974. Se planteó la demolición del puente y la sustitución por uno nuevo basado en el diseño del anteproyecto de 1964, pero la salida a la luz de la noticia provocó una reacción popular en contra y la Comisión de Patrimonio acordó iniciar un expediente de urgencia de declaración de monumento nacional para evitar la demolición. 
Tras estos hechos el Ministerio de Obras Públicas encargó un proyecto para conservar el puente al ingeniero onubense Juan Batanero, que colaboró con un equipo en el que estaban también Ramiro Rodríguez Borlado y Rafael y Carlos Martínez Lasheras. La solución consistió en reemplazar el tablero original por uno nuevo autoportante, compuesto por una losa ortótropa que se apoya en dos vigas cajón, las cuales descansan directamente sobre las pilas y los estribos, de forma que actualmente los pilares, arcos y anillos se conservan solo como elementos decorativos, sin cumplir ninguna función estructural. 
Finalmente el puente fue declarado Monumento Histórico Nacional el 2 de abril de 1976,por lo que es Bien de Interés Cultural con categoría de Monumento.El propio Juan Batanero declaró "no se trata de la construcción de un puente, sino de la restauración de un monumento".
La dirección de la obra correspondió a la Jefatura Provincial de Obras Públicas, a cuyo cargo se encontraba Rafael Candau Parias. La empresa Cimentaciones Especiales S.A. llevó a cabo los estudios necesarios en enero de 1975. Tras un largo proceso administrativo para la adjudicación de la obra, esta comenzó en marzo de 1976. La Jefatura de Obras Públicas puso al frente de la obra al ingeniero sevillano Manuel Ríos Pérez.El puente fue re-inaugurado el 13 de junio de 1977.
Con la autonomía andaluza, la gestión del puente pasó a la Junta de Andalucía. El 27 de abril de 1994 la Junta entregó titularidad del puente al Ayuntamiento de Sevilla.

## La capilla
Paralelamente a las obras de sustitución del tablero del puente que tuvieron lugar en 1918, se ensancharon las dos avenidas de entrada al mismo. Esto provocó que hubiera entradas al puente a través de unas escaleras a la entrada del mercado de abastos de Triana y se crearon también unas escaleras para acceder al puente desde la calle Betis del mismo barrio. Para ensanchar la avenida trianera se derribó la capilla de la Virgen del Carmen que había junto al mercado. Por esto, el Ayuntamiento encargó una nueva al arquitecto Aníbal González en 1924. Esta nueva Capilla del Carmen se finalizó en 1928.

## Galería

Puente de Triana
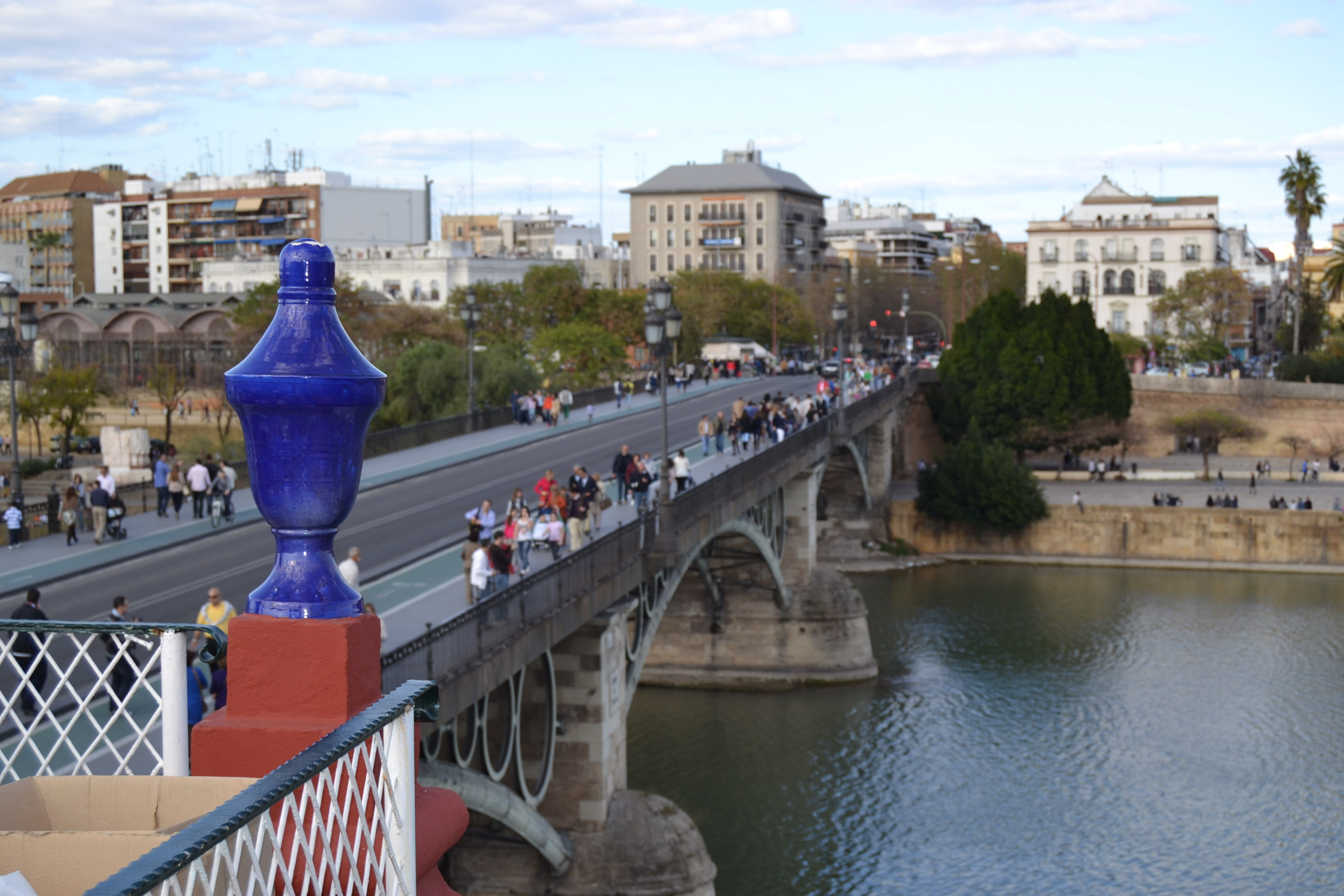
Puente de Triana desde el Altozano
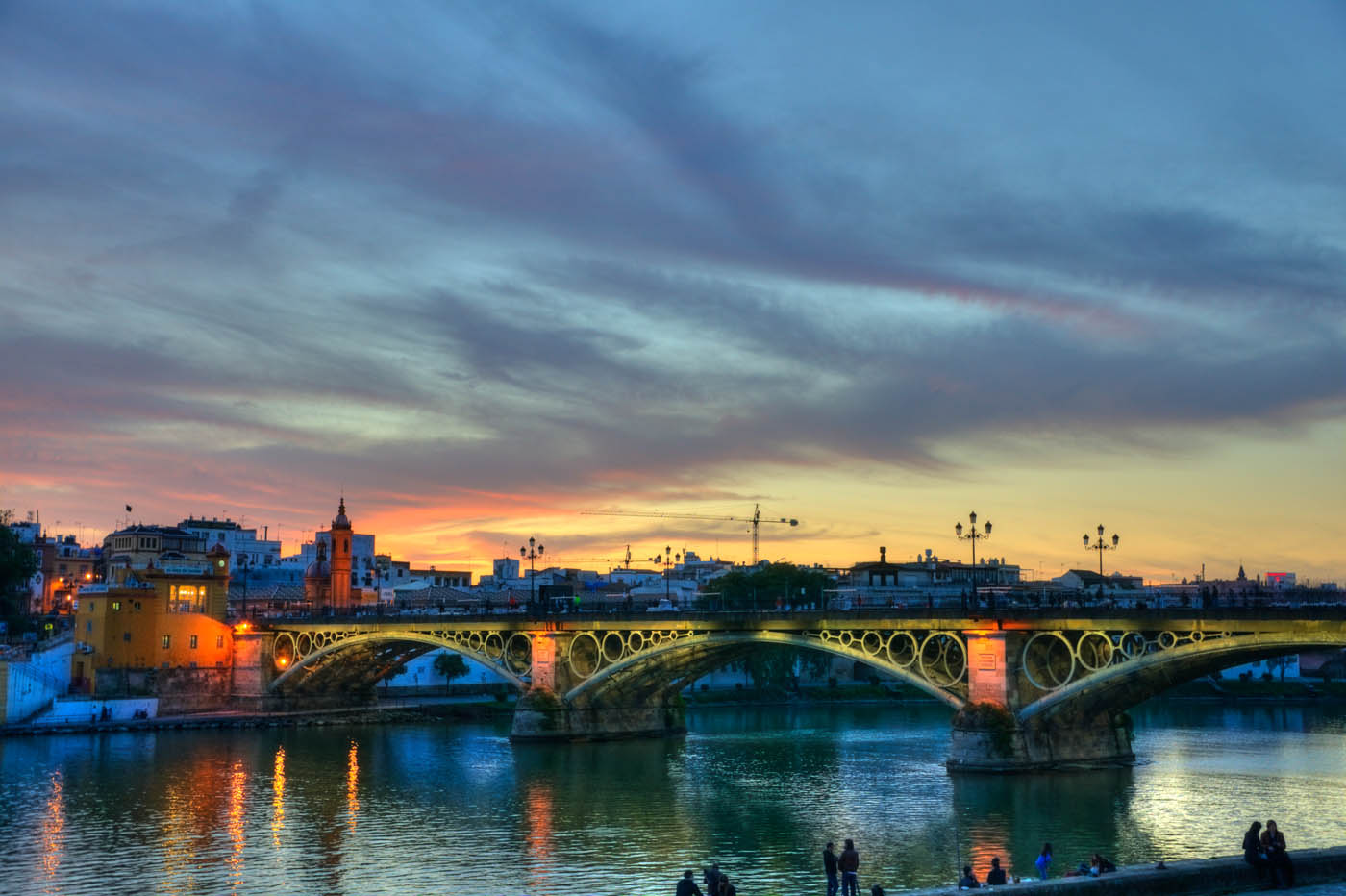
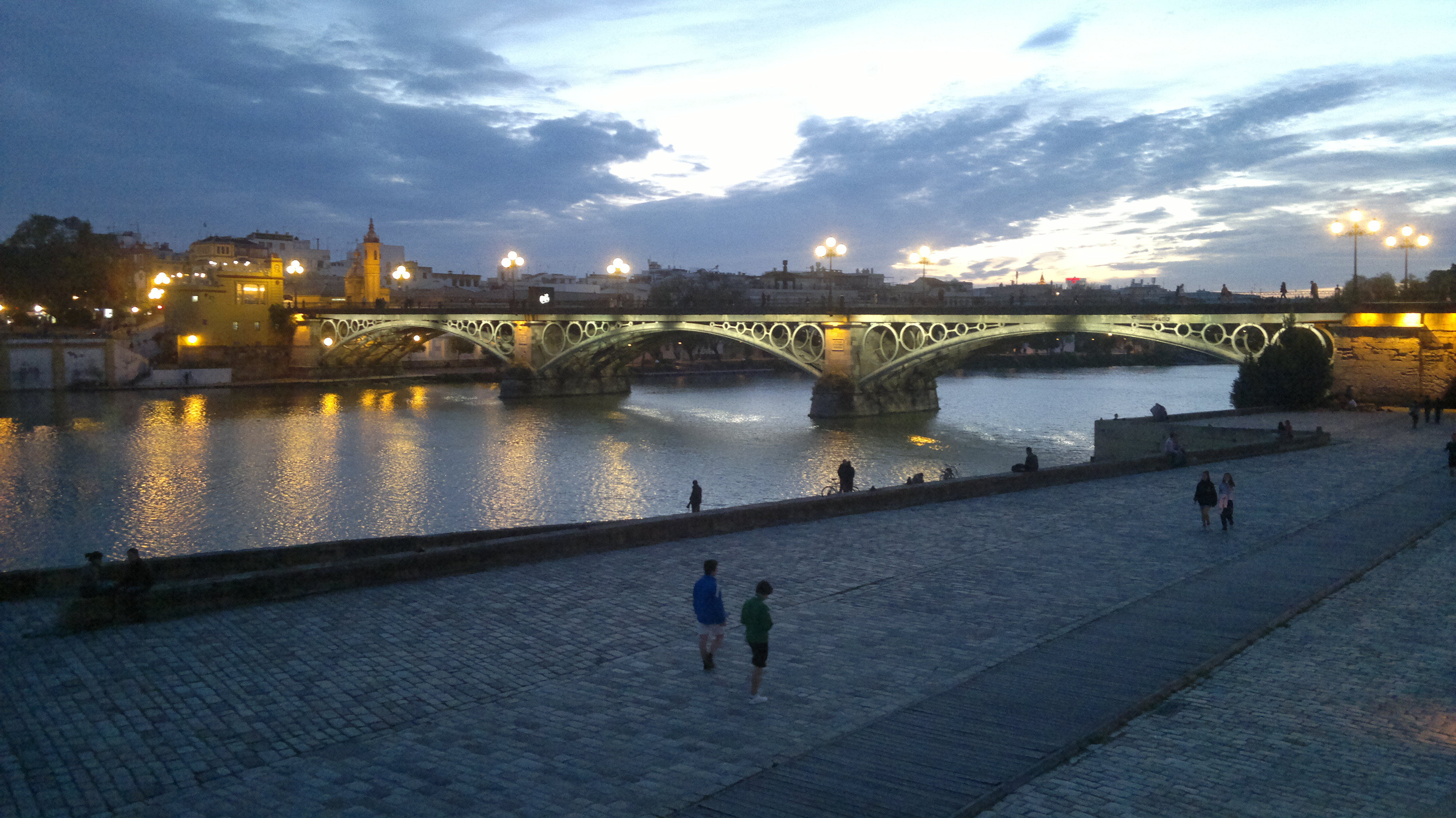
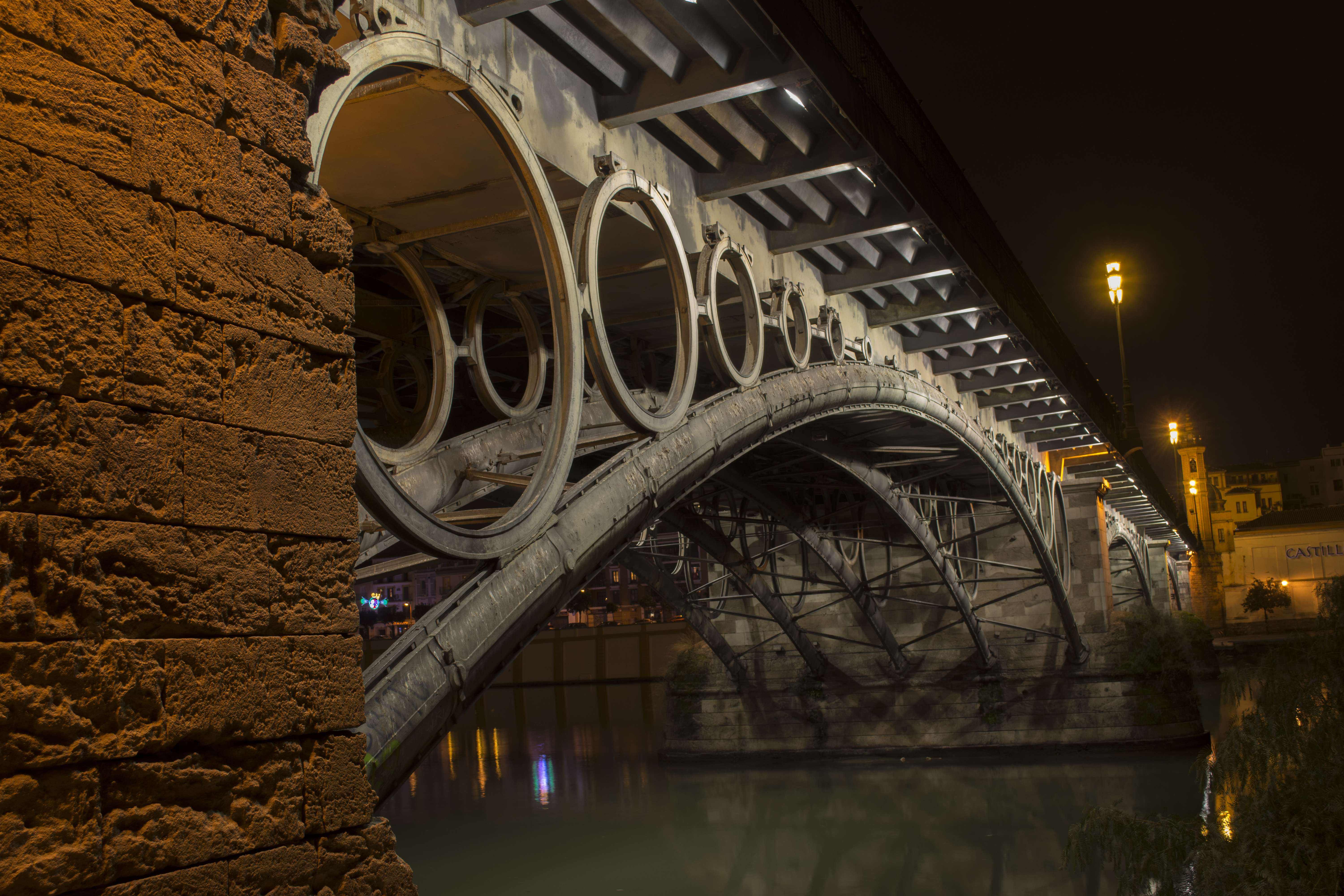
Puente de Triana de noche